# 神経繊維
神経繊維（しんけいせんい、英: nerve fiber）または神経線維は、神経細胞の細胞体から延びる細長い突起で、神経細胞の軸索（じくさく、英: axon）と神経鞘の総称である。生物学では神経「繊維」、医学では神経「線維」を使い分けることが多い。
顕微鏡像で軸索部分が白い（主として軸索に巻き付くグリア細胞のもつ脂質が白いことが原因である）ことから「神経繊維」と呼んでおり、神経をマクロ的にとらえた表現であり、神経細胞の部位を指す語句としてはほとんど用いない。神経繊維は活動電位の伝導に加え、神経終末と細胞体との間の物質交換に役立っている。肉眼で確認できる「神経」は、神経繊維の束（神経繊維束）とその周囲の結合組織からなる。

神経細胞の構造図
en:Dendrites=樹状突起、:en:Rough ER (:en:Nissl body)=粗面小胞体（ニッスル小体）、:en:Polyribosomes=ポリリボソーム、:en:Ribosomes=リボソーム、:en:Golgi apparatus=ゴルジ体、:en:Nucleus=細胞核、:en:Nucleolus=核小体、:en:Membrane=膜、:en:Microtubule=微小管、:en:Mitochondrion=ミトコンドリア、:en:Smooth ER=滑面小胞体、:en:Synapse (Axodendritic)=シナプス（軸索樹状突起）
:en:Synapse=シナプス、 :en:Microtubule :en:Neurofibrils=微小管ニューロフィラメント、:en:Neurotransmitter=神経伝達物質、:en:Receptor=受容体、
en:Synaptic vesicles=シナプス小胞、:en:Synaptic cleft=シナプス間隙、
en:Axon terminal=軸索末端、:en:Node of Ranvier =ランヴィエの絞輪 、:en:Myelin Sheath(:en:Schwann cell)=ミエリン鞘（シュワン細胞）、:en:Axon hillock=軸索小丘、
en:Nucleus (:en:Schwann cell)=細胞核（シュワン細胞）、:en:Microfilament=マイクロフィラメント、:en:Axon=軸索

## 分類
末梢神経の神経繊維は髄鞘の有無（有髄神経繊維、無髄神経繊維と呼ぶ）、直径、伝導速度等で分類される。下表で判る通り、有髄神経繊維と無髄神経繊維では有髄神経繊維が、同じ種類の神経繊維間では直径が大きい方が伝導速度が速い。前者は跳躍伝導、後者は電気緊張電位の広がりの違いによる。
一般に、骨格筋運動と付随する固有感覚、部位のはっきりした皮膚感覚は伝導速度の速い神経繊維を、交感神経活動や鈍痛などは伝導速度の遅い神経繊維を利用して伝えられる。
| 分類 | 髄鞘 | 平均直径(μm) | 平均伝導速度(m/s) | 役割                               |
| ---- | ---- | ------------ | ----------------- | ---------------------------------- |
| Aα   | 有   | 15           | 100               | 骨格筋や腱からの感覚、骨格筋の運動 |
| Aβ   | 有   | 8            | 50                | 皮膚の触圧覚                       |
| Aγ   | 有   | 8            | 20                | 筋紡錘の錘内筋運動                 |
| Aδ   | 有   | 3            | 15                | 部位が比較的明瞭な皮膚の温痛覚     |
| B    | 有   | 3            | 7                 | 交感神経の節前繊維                 |
| C    | 無   | 0.5          | 1                 | 交感神経の節後繊維、皮膚の温痛覚   |

感覚神経（求心性神経）では次の分類が用いられることもある。
| 分類 | 髄鞘 | 平均直径(μm) | 平均伝導速度(m/s) | 感覚                           |
| ---- | ---- | ------------ | ----------------- | ------------------------------ |
| Ia   | 有   | 15           | 100               | 筋紡錘                         |
| Ib   | 有   | 15           | 100               | 腱器官                         |
| II   | 有   | 9            | 50                | 筋紡錘、皮膚触圧覚             |
| III  | 有   | 3            | 20                | 部位が比較的明瞭な皮膚の温痛覚 |
| IV   | 無   | 0.5          | 1                 | 鈍痛、内臓痛                   |

## 異常
神経繊維は様々な状況で損傷し、ヒトを含む動物の機能を損なう。外科的に治療出来る場合もあるが、根治出来ないこともある。
- 機械的損傷
- 脱髄疾患
- 髄鞘形成不全疾患
- 神経線維腫
- 神経鞘腫